# Wolny Korpus Brytyjski

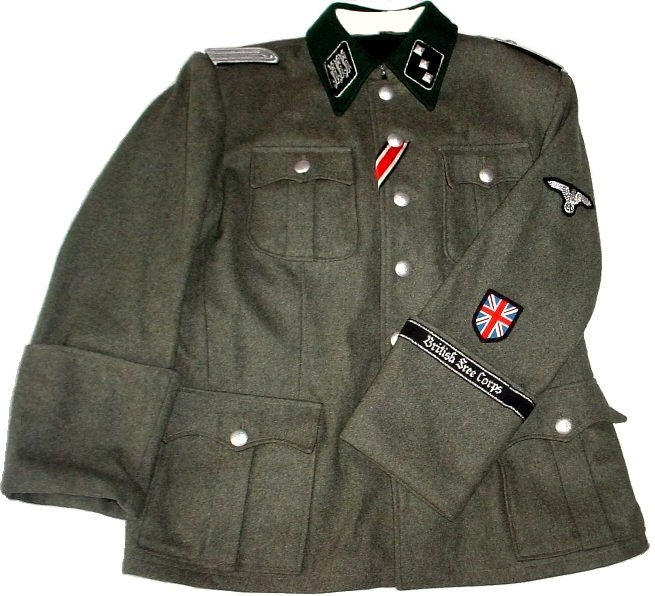
Replika munduru „M36”, w obszyciach British Free Corps

Wolny Korpus Brytyjski (ang. British Free Corps, niem. Britisches Freikorps) – ochotnicza kolaboracyjna formacja zbrojna w służbie Niemiec złożona z Brytyjczyków i mieszkańców Dominium Brytyjskiego podczas II wojny światowej.

## Historia
Pośród różnych cudzoziemskich formacji walczących na froncie wschodnim przeciwko Sowietom władze niemieckie postanowiły utworzyć także jednostkę brytyjską w sile ok. 1,5 tys. ludzi. W tym celu wykorzystali Johna Amery’ego, syna konserwatywnego ministra Indii w rządzie Winstona Churchilla, Leopolda Stennetta Amery'ego. Był on angielskim zdrajcą, który na terenie Niemiec prowadził od 1942 r. propagandowe, anglojęzyczne programy w Radiu Berlin. Po rozpoczęciu się 22 czerwca 1941 r. wojny przeciwko ZSRR, przygotował on pomysł zwerbowania z terenów Zjednoczonego Królestwa, jak też obozów jenieckich brytyjskich żołnierzy, którzy walczyliby przeciwko komunistom na froncie wschodnim. Propozycja ta została przyjęta z gorącą aprobatą przez Adolfa Hitlera. Koordynujący akcję werbunku Anglików szef Urzędu Uzupełnień SS Gottlob Berger zamierzał wykorzystać nową formację przede wszystkim na polu propagandowym. W pierwszej fazie rekrutacji J. Amery znalazł tylko jednego ochotnika. W tej sytuacji Niemcy postanowili zachęcić Brytyjczyków, tworząc w maju 1943 r. dwa specjalne obozy pod Berlinem (jeden dla oficerów i drugi dla żołnierzy), gdzie jeńcy mieli być traktowani na specjalnych warunkach. Zapewniono im aprowizację oraz wiele przywilejów, z prawem opuszczania terenu obozu włącznie. Werbunek nie szedł jednak tak dobrze, jak pierwotnie sądzono. Wymagania, które stawiano Anglikom (m.in. przedwojenne związki z ugrupowaniami faszystowskimi oraz nieposzlakowana opinia władz obozowych i kolegów), musiały więc ulec znacznej korekcie. W ośrodku dla oficerów udało się pozyskać tylko sześciu ochotników i został on dość szybko zlikwidowany. Do drugiego obozu przywieziono zaś ok. 300 brytyjskich żołnierzy i poddano silnej indoktrynacji. Po szkoleniach i testach J. Amery wytypował 60. Następnie dostali się w ręce selekcjonerów z SS. Ci – eliminując pijaków, awanturników i osobników nie budzących zaufania – zmniejszyli stan jednostki o połowę. Ostatecznie udało się zwerbować jedynie ok. 30 angielskich jeńców wojennych, z których stworzono zręby „Legionu Świętego Jerzego”. Początkowo Reichsführer SS Heinrich Himmler zaproponował, aby jednostka nazywała się British Legion, ale jak się okazało, w Wielkiej Brytanii istniała już taka organizacja (zrzeszała weteranów wojennych). Członkowie Legionu składali następującą przysięgę wojskową: Ja, poddany Korony Brytyjskiej, uważam, że moim obowiązkiem jest służyć Europie w walce z komunizmem i w tym celu wstępuję w szeregi British Free Corps. W styczniu 1944 r. jego nazwa została zmieniona na Wolny Korpus Brytyjski (Britisches Freikorps). Wkrótce został on wcielony w szeregi Waffen-SS. Jesienią zwierzchnictwo nad brytyjskimi ochotnikami przejął osobiście Himmler. Dowódcą Korpusu mianowano SS-Hauptsturmführera Johannesa Roggenfelda z 5 Dywizji Pancernej SS „Wiking”, który wiele lat mieszkał w USA i doskonale znał j. angielski. Według części źródeł jednostką dowodził także SS-Hauptsturmführer Rapke, a po nim SS-Obersturmführer Kühlich. Pod koniec 1944 r. ok. 50 Anglików zostało przeniesionych do Drezna w celu odbycia specjalistycznego przeszkolenia saperskiego. Podczas wielkiego nalotu bombowego lotnictwa alianckiego na miasto w lutym 1945 r. zginęło dwóch ochotników, a kilku zostało rannych. Korpus następnie został wysłany do Berlina, gdzie został uzbrojony, gdyż do tej pory jego członkowie nosili tylko pistolety bez amunicji. W marcu przydzielono go do dywizjonu rozpoznawczego 11 Ochotniczej Dywizji Grenadierów Pancernych SS „Nordland” i przeniesiono w rejon Szczecina (Stettin) w celu połączenia z macierzystą jednostką. 11 Ochot.DGPanc. wycofano jednak za linię Odry w głąb Niemiec w celu przegrupowania, w wyniku czego Legion nie został do niej faktycznie dołączony. Dopiero w kwietniu jego członkowie otrzymali rozkaz zajęcia pozycji obronnych wokół Berlina. Ostatecznie jednak władze niemieckie zdecydowały się na zwolnienie Korpusu z obowiązku walki, aby uniknąć problemów z państwami sprzymierzonymi. Kilkunastoosobowa grupa najbardziej zagorzałych wrogów Sowietów pozostała jednak w Berlinie, gdzie walczyła z Armią Czerwoną. Część Brytyjczyków została przydzielona do jednej z kompanii stacjonujących na północ od Berlina, pozostali zaś znaleźli się w innej kompanii, stacjonującej w okolicach Angermünde. Wzięli oni udział w krwawych walkach przy Puttkamer Straße. Po klęsce tylko jednemu z nich udało się uciec z miasta, pozostali trafili do sowieckiej niewoli. Większość członków Korpusu trafiła po wojnie w ręce brytyjskiego sądownictwa, który ferował w ich sprawie bardzo surowe wyroki. Losy Korpusu pokazały, że jego działalność była bardzo ograniczona i nie miała żadnego znaczenia militarnego, a jedynie odegrała pewną rolę propagandową. Łącznie (wraz ze stałą obsadą niemiecką) jednostka liczyła 39 ludzi.

## Odznaki
Żołnierze Legionu nosili niemieckie mundury z naszywką z brytyjską flagą (tarczą Union Jack) noszoną na lewym ramieniu i opaską na mankiecie z napisem „Britisches Freikorps” oraz patką na kołnierzu z trzema lwami z herbu Anglii.